# Hermann Groeber
Pour les articles homonymes, voir Gröber.
Hermann Groeber (né le 17 juillet 1865 à Wartenberg, mort le 24 juin 1935 à Gstadt am Chiemsee) est un peintre allemand.

## Biographie
Peu après sa naissance, son père médecin s'installe à Eggstätt, près du lac de Chiem. L'enfant passe beaucoup de temps auprès des agriculteurs et des pêcheurs du lac qui lui enseignent ce loisir. Il devient le grand ami de Ludwig Thoma.
Il s'en va au lycée de Burghausen. Son professeur de dessin le remarque et convainc son père de l'inscrire à l'académie des beaux-arts de Munich. De 1883 à 1886, il apprend auprès de Wilhelm von Lindenschmit (de), Nikolaos Gysis et Ludwig von Löfftz. Des voyages en Hollande, en Italie du nord et Paris lui font connaître les mouvements européens comme l'impressionnisme qui ne l'influence pas, préférant toujours un style réaliste. Au même moment, il fait des dessins pour les journaux Simplicissimus et Jugend.
Il connaît bientôt le succès pour ses portraits et ses paysages, ses dessins. Après le départ de Ludwig Schmid-Reutte pour Karlsruhe, il reprend sa classe de dessin. En 1907, il devient professeur de l'académie de Munich. Il comptera parmi ses élèves Leo Sebastian Humer, Paul Klee, Oswald Malura (de), Stephanie Hollenstein.
En 1927, il fait un portrait de groupe, Die Malschüler (« Les Dirigeants »), aussi appelé I.G. Farben ou Michelkonzern. C'est une commande de IG Farben, alors la plus grande entreprise de produits chimiques. Il regroupe douze membres importants de l'économie allemande : Carl Duisberg président de Bayer et de BASF, Walther vom Rath (Hoechst), Theodor Plieninger (de) (Elektron), Ernst von Simson (de) (Agfa), Carl et Arthur von Weinberg (Cassella), Wilhelm Ferdinand Kalle (Kalle), Carl Müller (BASF), Edmund ter Meer (Dr. E. ter Meer & Cie (de)), Adolf Haeuser (de) (Hoechst) et Franz Oppenheim (BASF).

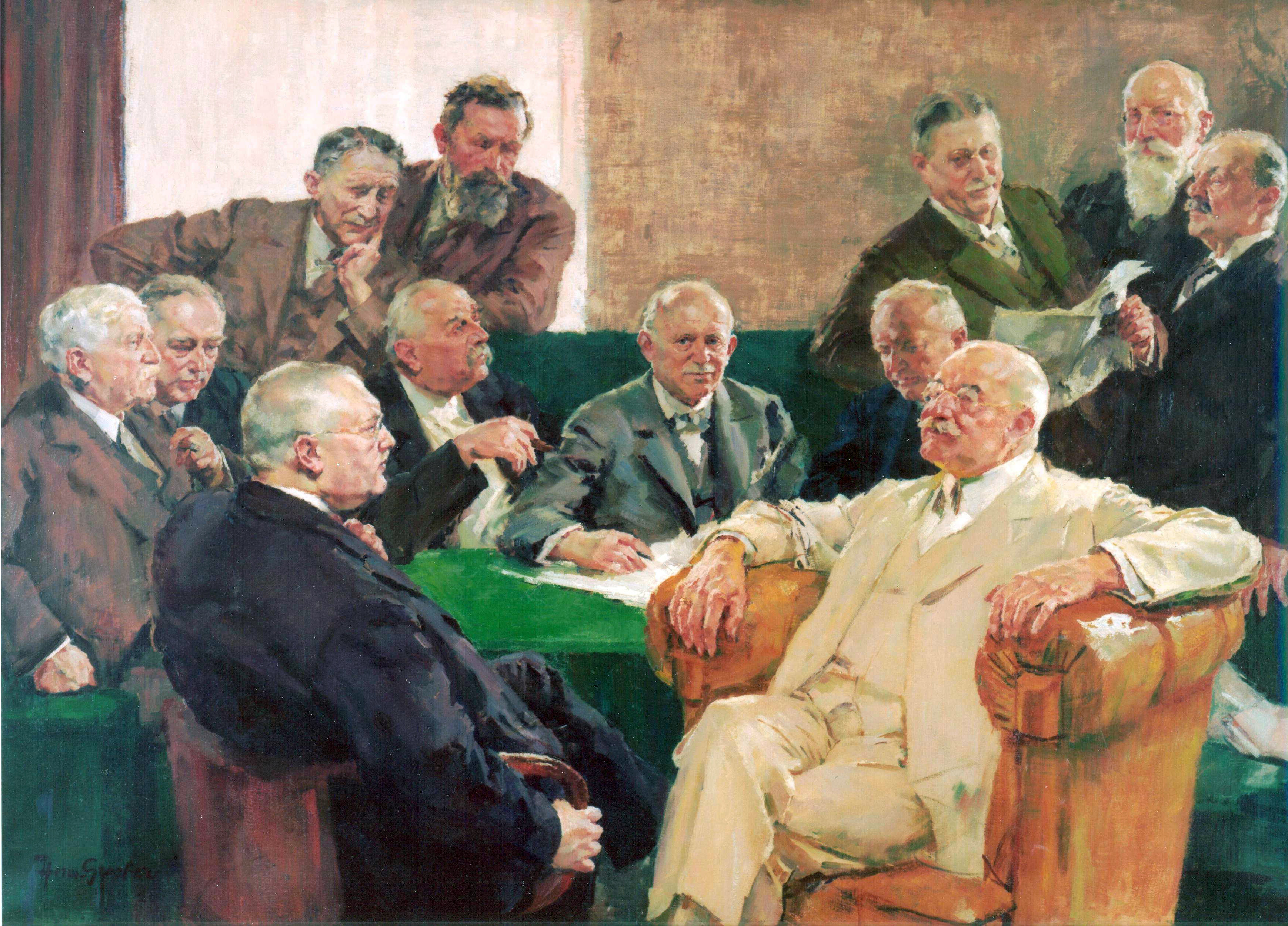
Die Malschüler, 1927.

Groeber est à la fin de sa vie proche des nazis, après avoir soutenu le Mouvement völkisch, qui devient la Ligue militante pour la culture allemande.